# إدوارد أ. باتشيلور
إدوارد أ. باتشيلور (بالإنجليزية: Edward A. Batchelor)‏ هو محرر وصحفي أمريكي، ولد في 1 سبتمبر 1883 في بروفيدنس في الولايات المتحدة، وتوفي في 1 يوليو 1968 في ديترويت في الولايات المتحدة.